# Saint-Michel (Haute-Garonne)
Saint-Michel is een plaats in Frankrijk, gelegen in het departement Haute-Garonne in de  regio Occitanie zo'n 70 km ten zuiden van Toulouse.

## Geografie

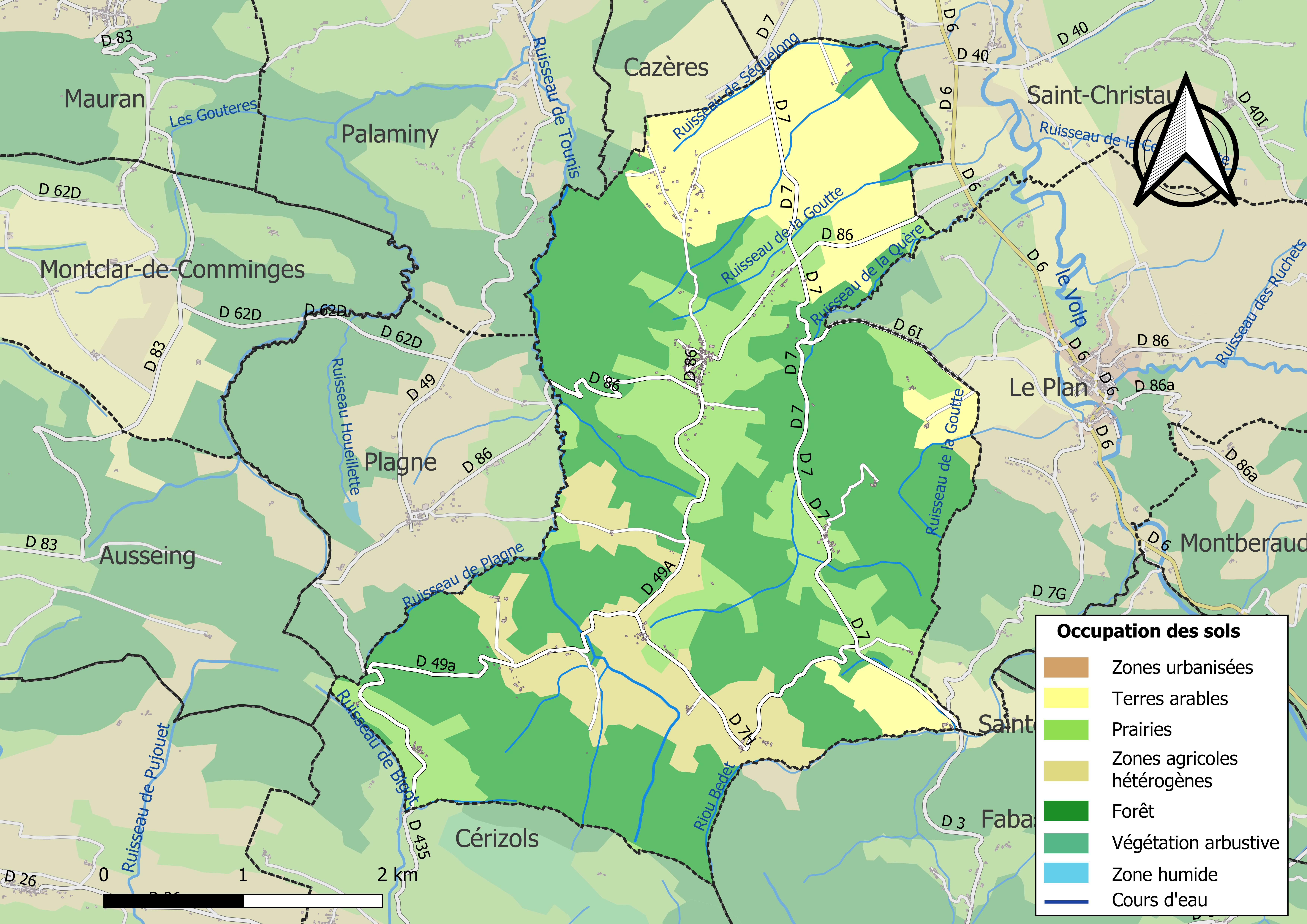
kaart van de gemeente met de belangrijkste infrastructuur, bodemgebruik en omliggende gemeenten

## Demografie
Onderstaande figuur toont het verloop van het inwonertal (bron: INSEE-tellingen).

1. ↑  Populations de référence 2022.